# فلمت فرساید (مین)
فلمت فرساید(به انگلیسی: Falmouth Foreside) شهری در ایالت مین کشور ایالات متحده آمریکا است که جمعیت آن در سرشماری سال ۲۰۱۰ میلادی، ۱٬۵۱۱ نفر بوده‌است.